# Gipsy.cz

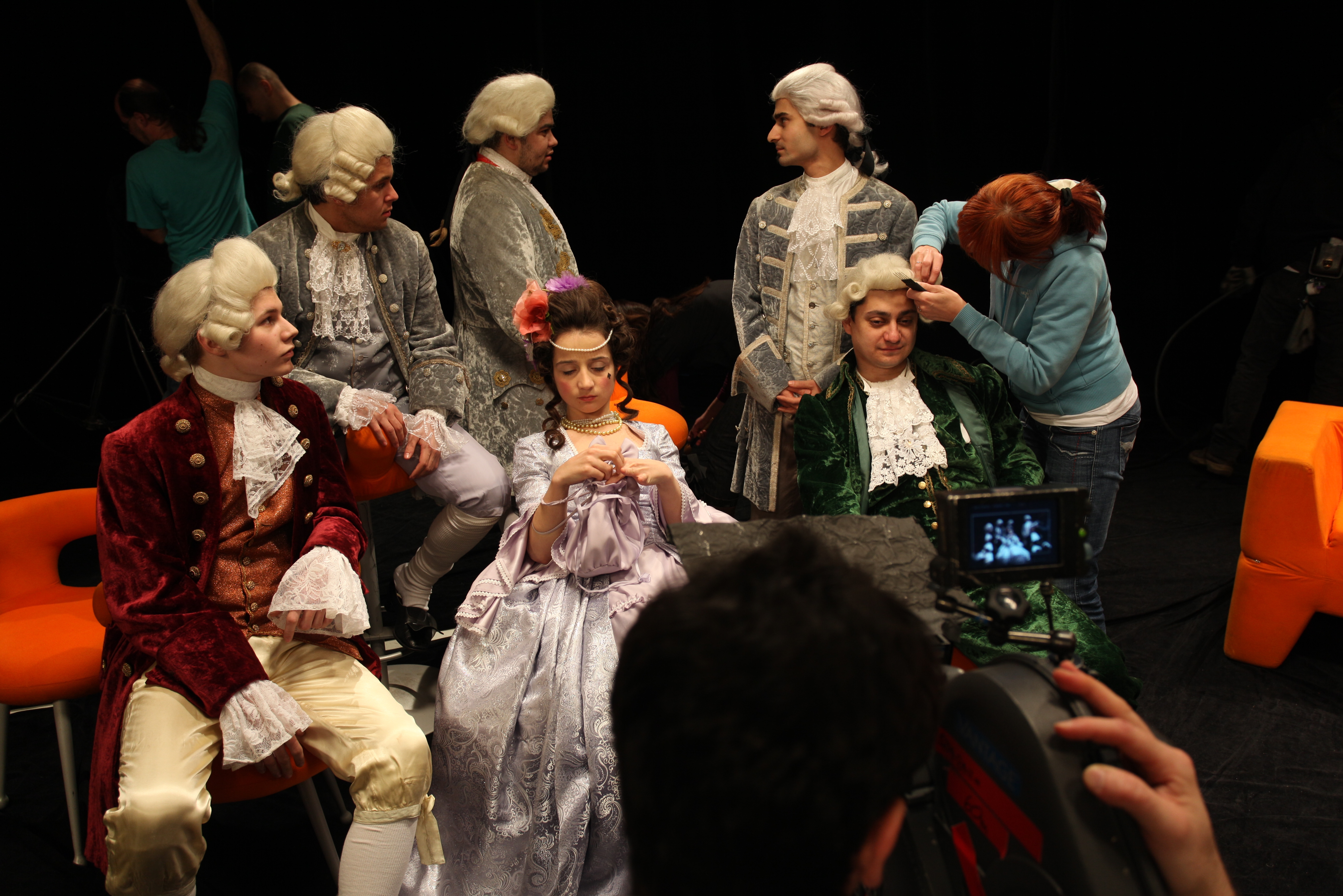
Gipsy.cz (2009)

Gipsy.cz é um grupo de Hip Hop da República Checa, formado por membros ciganos.

## Festival Eurovisão da Canção
Gipsy.cz foi escolhido internamente pela televisão da República Checa, para representar o país no Festival Eurovisão da Canção 2009. Na 1.ª semi-final (realizada em 12 de maio de 2009), terminou em último, não obtendo qualquer ponto (0 pontos), não conseguindo a qualificação para a final. 